# Weimar (Texas)
Weimar è un centro abitato degli Stati Uniti d'America, situato nella contea di Colorado dello Stato del Texas.
Situata sulla Interstate 10 e sulla US 90 tra San Antonio, Austin e Houston, Weimar è una piccola comunità di discendenti prevalentemente cechi e tedeschi ed è famosa per la salsiccia di Kasper.

## Storia
Nel 1873 la città fu fondata con il nome di Jackson, ma successivamente fu chiamata Weimar in omaggio alla città tedesca di Weimar.

## Geografia fisica
Weimar è situata a 29°42′08″N 96°46′48″W (29.702348, -96.779950). Secondo lo United States Census Bureau, ha un'area totale di 2,3 miglia quadrate (6,0 km²).

## Società

### Evoluzione demografica
Secondo il censimento del 2000, c'erano 1.981 persone, 817 nuclei familiari e 522 famiglie residenti nella città. La densità di popolazione era di 877,2 persone per miglio quadrato (338,4/km²). C'erano 940 unità abitative a una densità media di 416,3 per miglio quadrato (160,6/km²). La composizione etnica della città era formata dal 67,95% di bianchi, il 21,76% di afroamericani, lo 0,15% di nativi americani, lo 0,91% di asiatici, il 7,67% di altre razze, e l'1,56% di due o più etnie. Ispanici o latinos di qualunque razza erano il 14,74% della popolazione.
C'erano 817 nuclei familiari, di cui il 27,2% aveva figli di età inferiore ai 18 anni, il 47,6% erano coppie sposate conviventi, il 13,3% aveva un capofamiglia femmina senza marito, e il 36,0% erano non-famiglie. Il 33,7% di tutti i nuclei familiari erano individuali e il 20,7% aveva componenti con un'età di 65 anni o più che vivevano da soli. Il numero di componenti medio di un nucleo familiare era di 2,34 e quello di una famiglia era di 2,99.
La popolazione era composta dal 24,5% di persone sotto i 18 anni, il 6,1% di persone dai 18 ai 24 anni, il 22,3% di persone dai 25 ai 44 anni, il 22,7% di persone dai 45 ai 64 anni, e il 24,4% di persone di 65 anni o più. L'età media era di 42 anni. Per ogni 100 femmine c'erano 83,4 maschi. Per ogni 100 femmine dai 18 anni in giù, c'erano 77,8 maschi.
Il reddito medio di un nucleo familiare era di 27.667 dollari, e quello di una famiglia era di 42.143 dollari. I maschi avevano un reddito medio di 31.477 dollari contro i 16.757 dollari delle femmine. Il reddito pro capite era di 16.272 dollari. Circa il 9,0% delle famiglie e il 13,2% della popolazione erano sotto la soglia di povertà, incluso il 22,0% di persone sotto i 18 anni e il 14,5% di persone di 65 anni o più.
La popolazione era di 2.181 persone al censimento del 2010.